# 塗佛之宴 撤宴
《塗佛之宴 撤宴》是京極夏彥的长篇推理小說和妖怪小說，百鬼夜行系列（京極堂系列）的第七部作品。《塗佛之宴》由本作《撤宴》及前篇《備宴》兩部組成。

## 劇情簡介
關口巽因殺人嫌疑而被捕，榎木津禮二郎和木場修太郎行蹤不明，中禪寺敦子又不知被誰帶走。這時，受京極堂指示，事件的關鍵人物們聚集在一起，青木文藏、鳥口守彥、益田龍一三人則趕去靜岡縣韮山。然而時間已趕不上，「成仙道」、「韓流氣道會」、「太斗風水塾」、還有華仙姑處女、藍童子、尾國誠一等人陸續聚集到韮山，最後連當地警察也被捲入，展開了一場大亂鬥。這時，京極堂也和川島新造等人一起前往韮山。據說數千年前開始就在消失了的「戶人村」裡存在的不老不死的「君封大人」究竟是什麼？五十個村民的大屠殺事件真的發生了嗎？解開層層謎團後終於現身的黑幕後，「遊戲裁判」和京極堂的鬥爭開始了。

## 登場人物
中禪寺 秋彥（Chuuzenji Akihiko）

詳情請參閱「百鬼夜行系列#主要登場人物」。
關口 巽（Sekiguchi Tatsumi）
小說家。在戶人村廢址的佐伯家裡發現了「某樣東西」後失去意識，清醒後發現自己成為了殺人兇手。
詳情請參閱「百鬼夜行系列#主要登場人物」。
一柳 朱美（Ichiyanagi Akemi）

詳情請參閱「百鬼夜行系列#主要人物的交友關係」。
榎木津 禮二郎（Enokizu Reijirou）

詳情請參閱「百鬼夜行系列#主要登場人物」。
木場 修太郎（Kiba Shuutarou）

詳情請參閱「百鬼夜行系列#主要登場人物」。
中禪寺 敦子（Chuuzenji Atsuko）

詳情請參閱「百鬼夜行系列#主要人物的家人」。
鳥口 守彥（Toriguchi Morihiko）
糟粕雜誌的編輯記者。
詳情請參閱「百鬼夜行系列#主要登場人物」。
青木 文藏（Aoki Bunzou）
刑警。木場的部下。
詳情請參閱「百鬼夜行系列#主要登場人物」。
益田 龍一（Masuda Ryuuichi）

詳情請參閱「百鬼夜行系列#主要登場人物」。

部分登場人物請參照「塗佛之宴 備宴」的登場人物介紹。
村上 貫一（Murakami Kanichi）
静岡縣警下田署的警察。村上兵吉的哥哥。通稱「貫兄」。
出生在貧困的紀州熊野農家，原本是要繼承家業，跟隨父親生活的。然而，在他20歲的時候，6歲的弟弟兵吉離家出走，因為父親認為他是個軟弱的庸人，遭到毆打。這一事件成為他離開家庭的契機，離開了家人後搬到了他在山邊時候受到照顧的下田老家。在14年前結婚後，在軍隊中服役6年，復員後6年前成為了警察，被分配到了下田警察局的刑事科。
儘管他對自己的孩子有親情，但由於在戰爭中受到的心理創傷，以及他復員時兒子已經6歲，因此他無法有效地與他建立聯繫，而家庭關係疏遠，在六年期間從無休假地埋頭工作。對自己的身世感到憤怒的兒子用文鎮打昏了他，之後離家出走。此事導致他與妻子的關係最終破裂。
村上 美代子（Murakami Miyoko）
貫一的妻子。結婚後不久懷孕，但由於過勞的原因導致第一個孩子流產，之後領養了一個孩子。在兒子失蹤後加入了「成仙道」。
村上 隆之（Murakami Takayuki）
貫一和美代子的養子。在昭和16年出生，12歲。是村上夫婦由於第一個孩子流產而從山邊帶過來的養子。
被告知自己不是村上夫婦的孩子，而實際上是一個流浪妓女的孩子，而且親生母親是一個盜竊慣犯。之後，向父親貫一詢問事實，但沒有得到答案，最終和父親發生衝突，並離家出走。
村上 福一（Murakami Fukuichi）
貫一和兵吉的父親。
有馬 汎（Arima Wataru）
静岡縣警下田署的警察，階級是警部補。通稱「老汎」。刑事課中算是相當高齡的警察。
緒崎（Ozaki）
静岡縣警下田署的警察。通稱「崎兄」。負責審訊身負殺人嫌疑的關口，偏執地認為關口就是兇手。
太田（Oota）、下山（Shitayama）、戶崎（Togasaki）、武居（Takei）
静岡縣警下田署的警察。
西野（Nishino）
静岡縣警下田署的警察，但並非隸屬刑事課。
山邊 唯繼（Yamabe Tadatsugu）
有馬的朋友，為貫一安排住所和工作的恩人。
河原崎 松藏（Kawarazaki Matsuzou）
警視廳目黑署捜査二課的警察。岩川的部下。
保田 作治（Yasuda Sakuji）
木場的妹夫。公務員。
保田 百合子（Yasuda Yuriko）
木場的妹妹，作治的妻子。迷上了「指引康莊大道修身會」。
木場 德太郎（Kiba Tokutarou）
木場的父亲。三個月前因腦溢血病倒，雖保住性命，但右半身癱瘓。
阿留（Tome）
在木場石材店工作的男人。從上一代開始就在石材店工作。稱木場為「修公」，稱百合子為「百合小姐」。
韓大人（Kan-Taijin）
氣功武術團體「韓流氣道會」會長。
黑川 玉枝（Kurokawa Tamae）
內藤赳夫的姘婦。曾在久遠寺醫院當過護士。
司 喜久男（Tsukasa Kikuo）
在上野界隈有影響力的流氓風的男人。幫助黑川。榎木津和木場的熟人。
阿福（Fuku）
通稱「駱駝老師」。司的老大，過去似乎曾是個畫家。
木村 米子（Kimura Yoneko）
加藤麻美子家的保姆。
小澤（Ozawa）
清水的地產經紀，桑田組的成員。受南雲正陽委託前來韮山。
曹方士（Sou-Houshi）
新興宗教「成仙道」的教祖。戴着一個奇怪的面具。
小畠 佑吉（Obata Yuukichi）
过去户人村的居民。
久能 政五郎（Kunou Masagorou）
過去戶人村的居民。
久能 繁（Kunou Shige）
過去戶人村的居民，政五郎的妻子。
八瀨 重慶（Yase Shigeyoshi）
過去戶人村的居民。

## 發行信息
| 出版者                                  | 出版日期       | 媒介                     | 頁數                          | 書籍編碼                                                                | 譯者   |
| --------------------------------------- | -------------- | ------------------------ | ----------------------------- | ----------------------------------------------------------------------- | ------ |
| 講談社                                  | 1998年9月17日  | 講談社Novels（新書判）   | 636頁                         | ISBN 9784061820333                                                      |        |
| 講談社                                  | 2003年10月15日 | 講談社文庫（文庫判）     | 1088頁                        | ISBN 9784062738590                                                      |        |
| 講談社                                  | 2006年5月16日  | 講談社文庫（分册文庫判） | [上]352頁 [中]384頁 [下]368頁 | [上] ISBN 9784062753951 [中] ISBN 9784062753968 [下] ISBN 9784062753975 |        |
| 獨步文化                                | 2010年7月15日  | 繁體中文版（平裝書）     | [上]384頁 [下]320頁           | [上] ISBN 9789866562617 [下] ISBN 9789866562624                         | 王華懋 |
| 世紀出版（發行） 上海人民出版社（出版） | 2011年8月1日   | 簡體中文版（平裝書）     | [上]414頁 [下]346頁           | [上] ISBN 9787208098299 [下] ISBN 9787208098305                         | 王華懋 |

## 外部連結
- （日語）
- （简体中文）http://book.douban.com/subject/4882027/ （页面存档备份，存于）
- （简体中文）http://book.douban.com/subject/4882028/ （页面存档备份，存于）